# Mesocco
Mesocco é uma comuna da Suíça, no Cantão Grisões, com cerca de 1.236 habitantes. Estende-se por uma área de 164,76 km², de densidade populacional de 8 hab/km². Confina com as seguintes comunas: Campodolcino (IT-SO), Hinterrhein, Madesimo (IT-SO), Malvaglia (TI), Medels im Rheinwald, Nufenen, Rossa, San Giacomo Filippo (IT-SO), Soazza, Splügen.
A língua oficial nesta comuna é o Italiano.